# ثورن لورد
ثورن لورد هو محامي وسياسي أمريكي، ولد في 24 أغسطس 1906 في بلينفيلد (نيوجيرسي) في الولايات المتحدة، وتوفي في 16 يونيو 1965. نشط حزبياً في الحزب الديمقراطي.